# راجونة (سبيدار)
راجونة (بالفارسية: راجونه کاری) هي قرية تقع في إيران في قسم سبیدار الريفي. يقدر عدد سكانها بـ 135 نسمة بحسب إحصاء 2016.